# Tata Harrier
Tata Harrier — пятиместный компактный кроссовер с дизельным двигателем, выпускаемый индийским автопроизводителем Tata Motors. Он был запущен на индийском рынке 23 января 2019 года и занимает промежуточное положение между малолитражным Tata Nexon и среднеразмерным Tata Safari.

## История

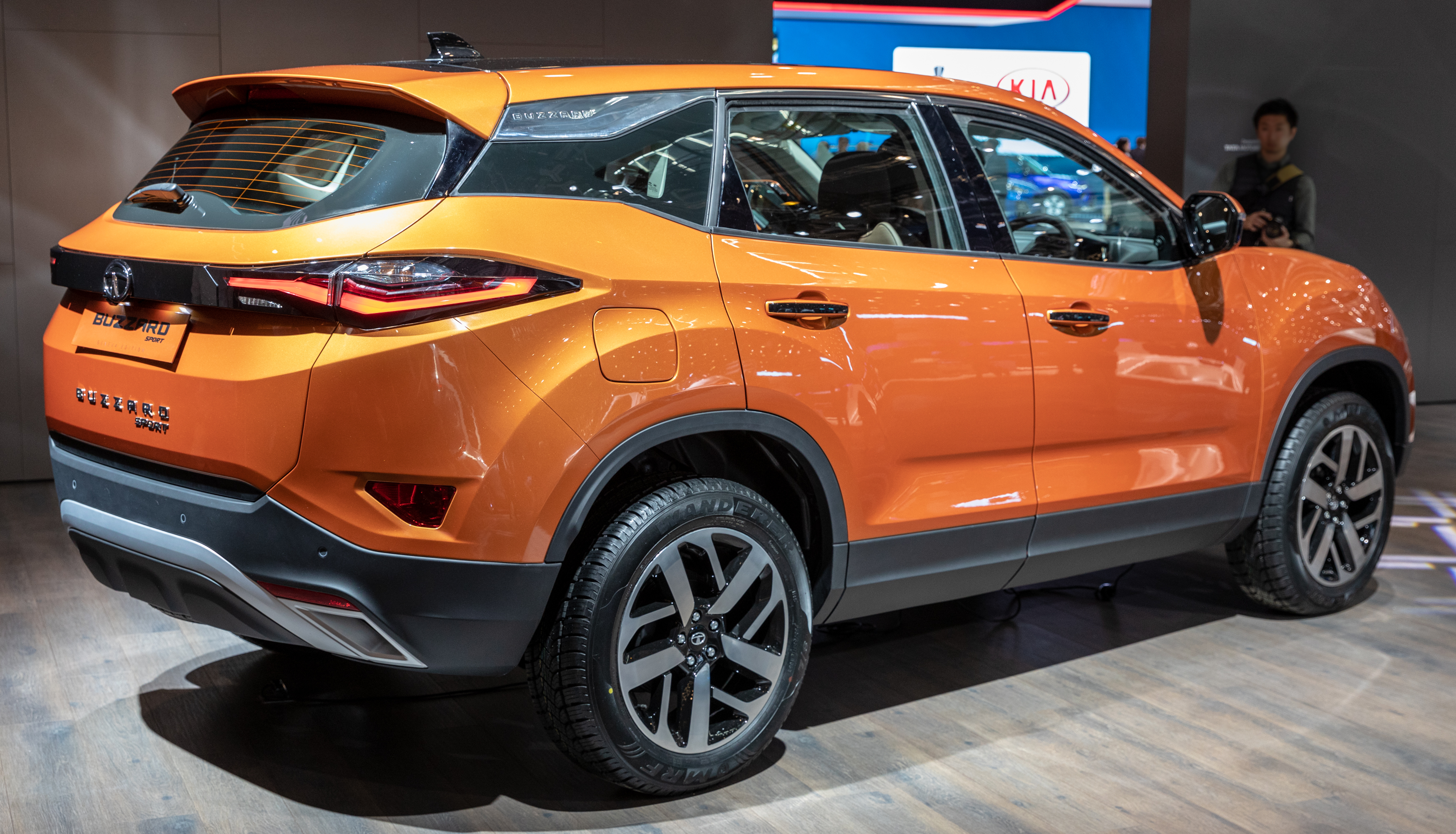
Tata Harrier сзади

Внедорожник среднего размера, известный на этапе разработки под кодом проекта Q501, был представлен как концепт-кар Tata H5X. Название Harrier было объявлено материнской компанией летом 2018 года. Автомобиль представляет собой внедорожник C-сегмента, основанный на платформе OmegaArc, существенно переработанной версии платформы Jaguar Land Rover D8, принятой в таких моделях, как Range Rover Evoque, Discovery Sport и Jaguar E-Pace. OMEGARC означает «оптимальную модульную эффективную глобальную усовершенствованную архитектуру». Это монококовая конструкция. Для безопасности имеются зоны деформации. OmegaArc по сравнению с оригинальным D8 был переработан для снижения производственных затрат за счет использования других сплавов и задней подвески со схемой поворотной балки и тяги с винтовой пружиной, что дешевле, чем многорычажная модель моделей Jaguar Land Rover, в то время как передняя ось сохраняет та же стойка МакФерсон с винтовой пружиной и стабилизатором поперечной устойчивости. Корпус имеет меньшее количество высокопрочной стали.
Изменения также коснутся двигателей и трансмиссий. У Harrier передний привод, полного привода пока нет, в тормозной системе спереди используются вентилируемые диски, сзади — барабаны. Двигатель 2,0 л. Многоструйный 16-клапанный четырёхцилиндровый турбодизель с непосредственным впрыском топлива в топливную систему и турбокомпрессором с изменяемой геометрией, мощностью 140 лошадиных сил (104 кВт; 142 л. с.) и 350 Нм (258 фунт-футов; 36 кгм) крутящего момента, произведено Fiat (FCA India) в Пуне. Эта же силовая установка также используется в Jeep Compass и MG Hector на индийском рынке, Tata Motors использует для двигателя коммерческое название Kryotec.
Внутри Harrier представляет новую информационно-развлекательную систему с 8,8-дюймовым сенсорным экраном, оснащенную Android Auto, комбинация приборов имеет 7-дюймовый TFT-дисплей. Топовые комплектации в стандартной комплектации оснащены шестью подушками безопасности, системой стабилизации ESP и системой контроля тяги. Также предлагаются три режима вождения (Эко, Город и Спорт) и система Terrain Response (унаследованная от Land Rover) с тремя выбираемыми режимами (Нормальный, Влажный и Грубый).
Производство началось в октябре 2018 года на новой сборочной линии на заводе в Пуне.
В октябре 2019 года Tata Motors выпустила версию Tata Harrier #Dark. Как следует из названия, интерьер и экстерьер автомобиля полностью чёрные. Кроме этого, никаких изменений нет.
В феврале 2020 года Harrier получил обновления функций, включая панорамный люк на крыше, увеличенную мощность и автоматическую коробку передач от Hyundai. Хотя мощность была увеличена до 170 лошадиных сил (168 л. с., 125 кВт).
В ноябре 2020 года Harrier снова получил обновления функций, выпустив версию Tata Harrier Camo с графикой в военном стиле. Обновление функций включает рейлинги на крыше, боковые подножки и передние датчики парковки. В салоне есть органайзер на заднем сиденье, солнцезащитные козырьки, 3D-формованные коврики и 3D-коврики в багажник, а также противоскользящие коврики на приборной панели.
В феврале 2023 года Harrier и Safari получили небольшие обновления, включая совершенно новую информационно-развлекательную систему с сенсорным экраном 10,25 дюйма, цифровой приборной панелью диагональю 7 дюймов, камерой кругового обзора на 360 градусов, функциями полуавтономного вождения ADAS и новой версией Red #Dark, это та же версия #Dark, что и раньше, но с красным салоном и красными вставками на передней решетке. Механически эта версия также осталась неизменной. Однако ранее, в январе 2023 года, на выставке Auto Expo был представлен полностью электрический концепт Harrier EV с полным приводом наряду с вышеупомянутыми версиями Harrier и Safari Red #Dark, производство которых, по словам представителей компании, должно быть запущено в конце 2024 года.

### Рестайлинг
Рестайлинговый Harrier был представлен вместе с рестайлинговым Safari 6 октября 2023 года.